# Lavalette (Aude)

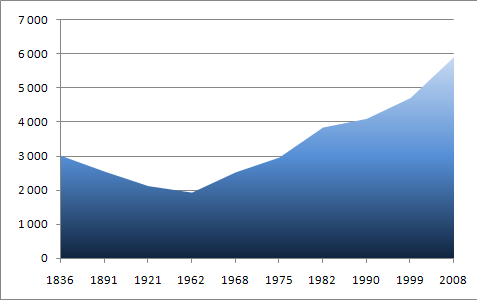
La population.

Pour les articles homonymes, voir Lavalette.
Lavalette  est une commune française située dans le Nord-Ouest du département de l'Aude en région Occitanie.
Sur le plan historique et culturel, la commune fait partie du Carcassès, un pays centré sur la ville de Carcassonne, entre les prémices du Massif central et les contreforts pyrénéens. Exposée à un climat méditerranéen, elle est drainée par l'Arnouze, le ruisseau de Malepère, le ruisseau de Régal et par un autre cours d'eau.
Lavalette est une commune rurale qui compte 1 572 habitants en 2022, après avoir connu une forte hausse de la population depuis 1975. Elle fait partie de l'aire d'attraction de Carcassonne. Ses habitants sont appelés les Lavalettois ou Lavalettoises.
Le patrimoine architectural de la commune comprend deux  immeubles protégés au titre des monuments historiques : la croix discoïdales, inscrite en 1948, et la croix de cimetière, inscrite en 1949.

## Géographie
Lavalette se situe dans l'Aude, à 7 kilomètres à l'ouest de Carcassonne.

### Communes limitrophes
|         | Caux-et-Sauzens |             |
| Alairac | Lavalette       | Carcassonne |
|         | Roullens        |             |

### Hydrographie
La commune est dans la région hydrographique « Côtiers méditerranéens », au sein du bassin hydrographique Rhône-Méditerranée-Corse. Elle est drainée par l'Arnouze, le ruisseau de Malepère, le ruisseau de Régal et la Bézengues, qui constituent un réseau hydrographique de 7 km de longueur totale,.
L'Arnouze, d'une longueur totale de 15 km, prend sa source dans la commune d'Alairac et s'écoule du sud-ouest vers le nord-est. Il traverse la commune et se jette dans le Fresquel à Carcassonne, après avoir traversé 3 communes.
Le ruisseau de Malepère, d'une longueur totale de 10,9 km, prend sa source dans la commune d'Alairac et s'écoule du sud-ouest vers le nord-est. Il traverse la commune et se jette dans l'Aude à Cavanac, après avoir traversé 4 communes.

### Climat
Pour des articles plus généraux, voir Climat de l'Occitanie et Climat de l'Aude.
En 2010, le climat de la commune est de type climat méditerranéen altéré, selon une étude s'appuyant sur une série de données couvrant la période 1971-2000. En 2020, Météo-France publie une typologie des climats de la France métropolitaine dans laquelle la commune est exposée à un climat océanique altéré et est dans la région climatique Aquitaine, Gascogne, caractérisée par une pluviométrie abondante au printemps, modérée en automne, un faible ensoleillement au printemps, un été chaud (19,5 °C), des vents faibles, des brouillards fréquents en automne et en hiver et des orages fréquents en été (15 à 20 jours).
Pour la période 1971-2000, la température annuelle moyenne est de 13,6 °C, avec une amplitude thermique annuelle de 15,8 °C. Le cumul annuel moyen de précipitations est de 725 mm, avec 9,6 jours de précipitations en janvier et 4,7 jours en juillet. Pour la période 1991-2020, la température moyenne annuelle observée sur la station météorologique la plus proche, située sur la commune de Carcassonne à 8 km à vol d'oiseau, est de 14,4 °C et le cumul annuel moyen de précipitations est de 665,0 mm,. Pour l'avenir, les paramètres climatiques de la commune estimés pour 2050 selon différents scénarios d'émission de gaz à effet de serre sont consultables sur un site dédié publié par Météo-France en novembre 2022.

### Milieux naturels et biodiversité
Aucun espace naturel présentant un intérêt patrimonial n'est recensé sur la commune dans l'inventaire national du patrimoine naturel,,.

## Urbanisme

### Typologie
Au 1er janvier 2024, Lavalette est catégorisée commune rurale à habitat dispersé, selon la nouvelle grille communale de densité à 7 niveaux définie par l'Insee en 2022.
Elle est située hors unité urbaine. Par ailleurs la commune fait partie de l'aire d'attraction de Carcassonne, dont elle est une commune de la couronne,. Cette aire, qui regroupe 115 communes, est catégorisée dans les aires de 50 000 à moins de 200 000 habitants,.

### Occupation des sols
L'occupation des sols de la commune, telle qu'elle ressort de la base de données européenne d’occupation biophysique des sols Corine Land Cover (CLC), est marquée par l'importance des territoires agricoles (88 % en 2018), en diminution par rapport à 1990 (90,3 %). La répartition détaillée en 2018 est la suivante : terres arables (42,3 %), cultures permanentes (35 %), zones urbanisées (12 %), zones agricoles hétérogènes (6,6 %), prairies (4,2 %). L'évolution de l’occupation des sols de la commune et de ses infrastructures peut être observée sur les différentes représentations cartographiques du territoire : la carte de Cassini (XVIIIe siècle), la carte d'état-major (1820-1866) et les cartes ou photos aériennes de l'IGN pour la période actuelle (1950 à aujourd'hui).

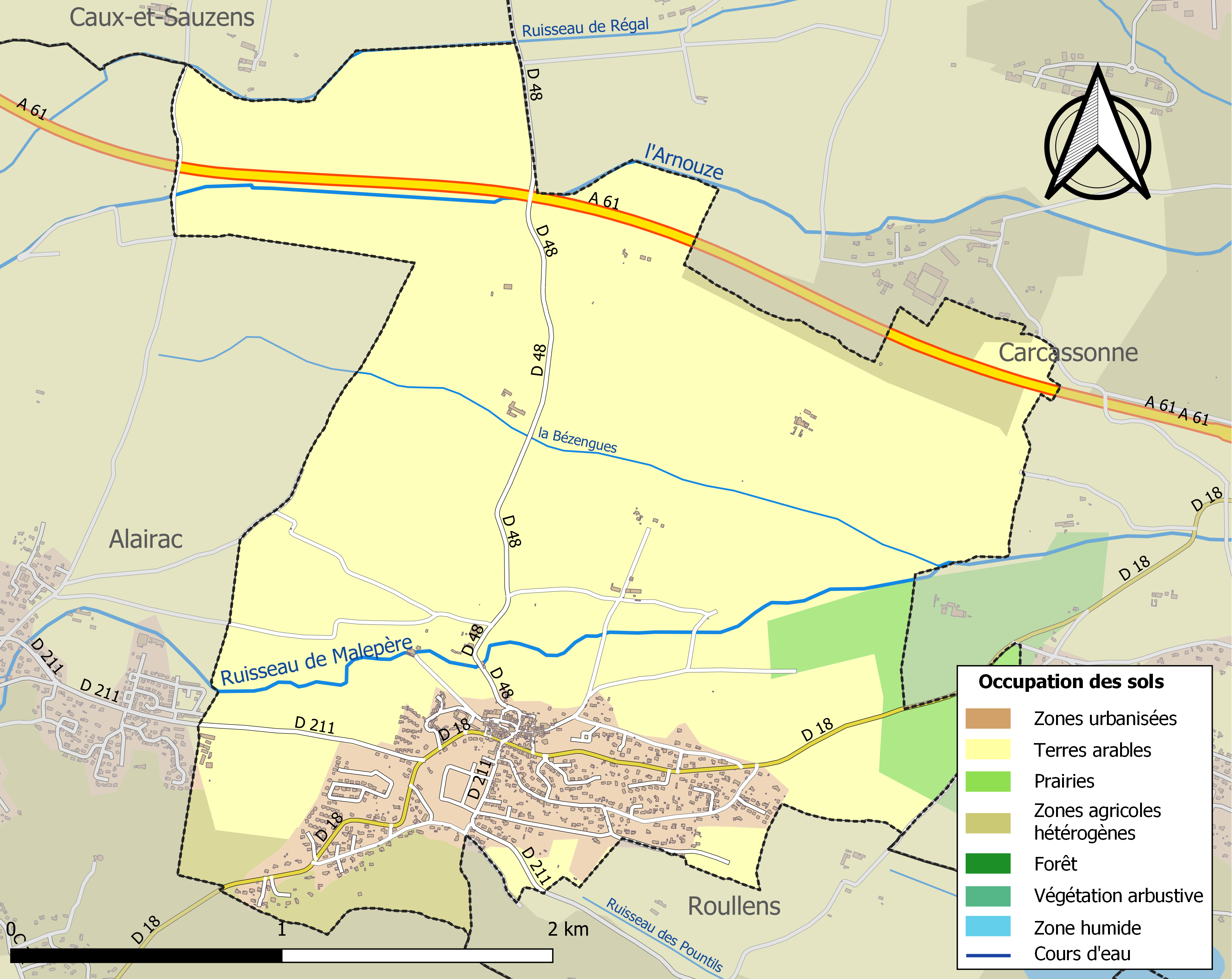
Carte des infrastructures et de l'occupation des sols de la commune en 2018 (CLC).

### Risques majeurs
Le territoire de la commune de Lavalette est vulnérable à différents aléas naturels : météorologiques (tempête, orage, neige, grand froid, canicule ou sécheresse), feux de forêts et séisme (sismicité très faible). Il est également exposé à un risque technologique,  le transport de matières dangereuses. Un site publié par le BRGM permet d'évaluer simplement et rapidement les risques d'un bien localisé soit par son adresse soit par le numéro de sa parcelle.

#### Risques naturels

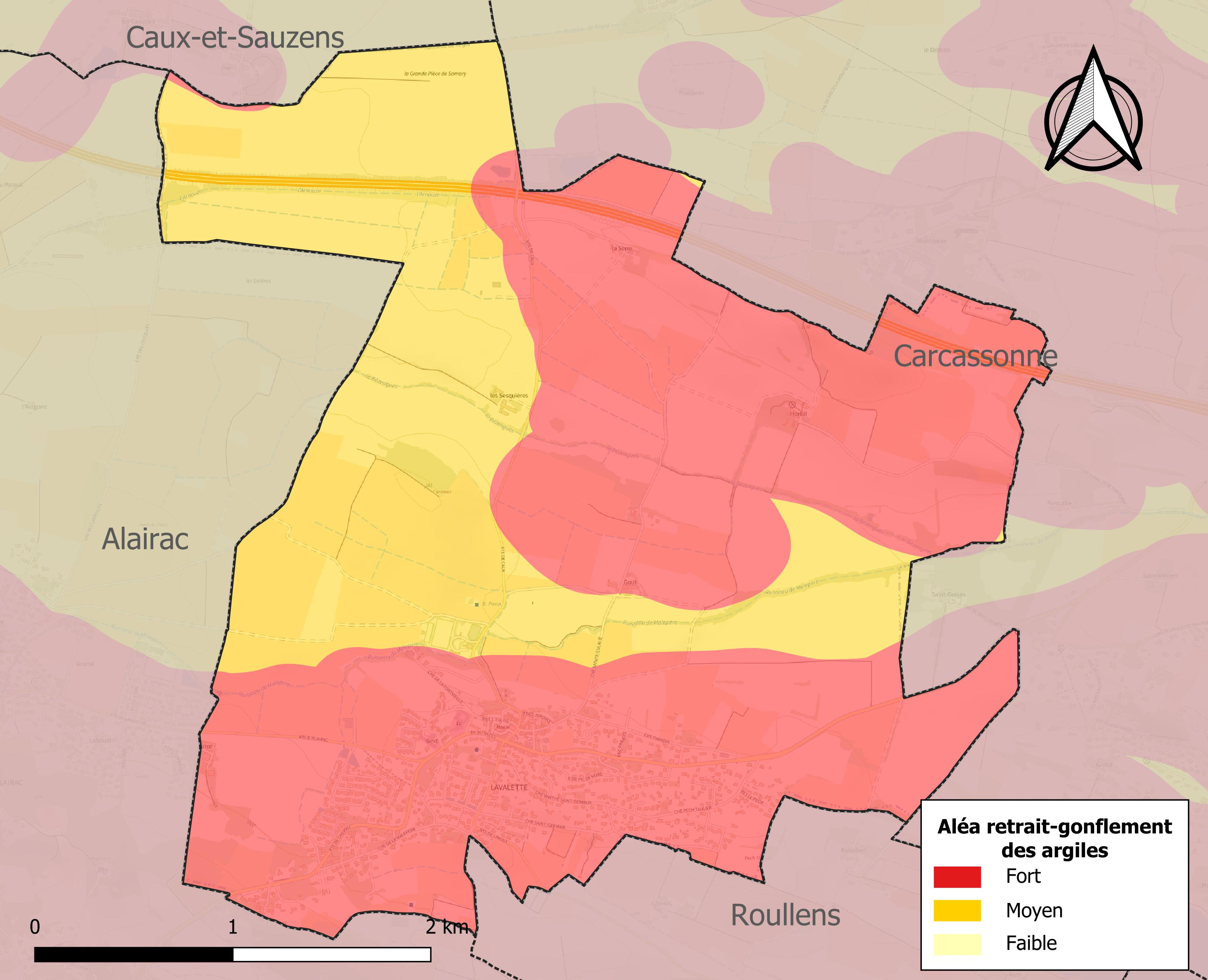
Carte des zones d'aléa retrait-gonflement des sols argileux de Lavalette.

Le retrait-gonflement des sols argileux est susceptible d'engendrer des dommages importants aux bâtiments en cas d’alternance de périodes de sécheresse et de pluie. La totalité de la commune est en aléa moyen ou fort (75,2 % au niveau départemental et 48,5 % au niveau national). Sur les 658 bâtiments dénombrés sur la commune en 2019, 658 sont en aléa moyen ou fort, soit 100 %, à comparer aux 94 % au niveau départemental et 54 % au niveau national. Une cartographie de l'exposition du territoire national au retrait gonflement des sols argileux est disponible sur le site du BRGM,.

#### Risques technologiques
Le risque de transport de matières dangereuses sur la commune est lié à sa traversée par une route à fort trafic. Un accident se produisant sur une telle infrastructure est en effet susceptible d’avoir des effets graves au bâti ou aux personnes jusqu’à 350 m, selon la nature du matériau transporté. Des dispositions d’urbanisme peuvent être préconisées en conséquence.

## Histoire
Les origines de Lavalette, dont le nom signifie « petite vallée », remontent au haut Moyen Âge, quand un hameau s'est construit autour d'une chapelle dédiée à sainte Eulalie de Mérida, jeune Espagnole martyrisée en 303.

## Politique et administration

### Liste des maires
| Période                                  | Période    | Identité      | Étiquette | Qualité                    |
| ---------------------------------------- | ---------- | ------------- | --------- | -------------------------- |
| juin 2013                                | en cours   | René Milhau   | PS        | Retraité Fonction publique |
| mars 1989                                | avril 2013 | Jésus Tolomio | PS        |                            |
| Les données manquantes sont à compléter. |            |               |           |                            |

## Démographie
| 1793 | 1800 | 1806 | 1821 | 1831 | 1836 | 1841 | 1846 | 1851 |
| ---- | ---- | ---- | ---- | ---- | ---- | ---- | ---- | ---- |
| 335  | 369  | 412  | 371  | 360  | 360  | 347  | 360  | 351  |

| 1856 | 1861 | 1866 | 1872 | 1876 | 1881 | 1886 | 1891 | 1896 |
| ---- | ---- | ---- | ---- | ---- | ---- | ---- | ---- | ---- |
| 317  | 317  | 306  | 300  | 367  | 382  | 430  | 382  | 400  |

| 1901 | 1906 | 1911 | 1921 | 1926 | 1931 | 1936 | 1946 | 1954 |
| ---- | ---- | ---- | ---- | ---- | ---- | ---- | ---- | ---- |
| 355  | 383  | 401  | 350  | 337  | 392  | 379  | 363  | 354  |

| 1962 | 1968 | 1975 | 1982 | 1990 | 1999  | 2006  | 2008  | 2013  |
| ---- | ---- | ---- | ---- | ---- | ----- | ----- | ----- | ----- |
| 338  | 317  | 458  | 617  | 919  | 1 067 | 1 204 | 1 244 | 1 444 |

| 2018  | 2022  | - | - | - | - | - | - | - |
| ----- | ----- | - | - | - | - | - | - | - |
| 1 495 | 1 572 | - | - | - | - | - | - | - |

## Économie

### Revenus
En 2018  (données INSEE publiées en septembre 2021), la commune compte 603 ménages fiscaux, regroupant 1 487 personnes. La médiane du revenu disponible par unité de consommation est de 21 160 € (19 240 € dans le département).

### Emploi
| Division       | 2008   | 2013   | 2018   |
| -------------- | ------ | ------ | ------ |
| Commune        | 7,3 %  | 10 %   | 9 %    |
| Département    | 10,2 % | 12,8 % | 12,6 % |
| France entière | 8,3 %  | 10 %   | 10 %   |

En 2018, la population âgée de 15 à 64 ans s'élève à 914 personnes, parmi lesquelles on compte 76,5 % d'actifs (67,5 % ayant un emploi et 9 % de chômeurs) et 23,5 % d'inactifs,. Depuis 2008, le taux de chômage communal (au sens du recensement) des 15-64 ans est inférieur à celui de la France et du département.
La commune fait partie de la couronne de l'aire d'attraction de Carcassonne, du fait qu'au moins 15 % des actifs travaillent dans le pôle,. Elle compte 125 emplois en 2018, contre 134 en 2013 et 115 en 2008. Le nombre d'actifs ayant un emploi résidant dans la commune est de 627, soit un indicateur de concentration d'emploi de 19,9 % et un taux d'activité parmi les 15 ans ou plus de 60,3 %.
Sur ces 627 actifs de 15 ans ou plus ayant un emploi, 75 travaillent dans la commune, soit 12 % des habitants. Pour se rendre au travail, 89,6 % des habitants utilisent un véhicule personnel ou de fonction à quatre roues, 1 % les transports en commun, 4,8 % s'y rendent en deux-roues, à vélo ou à pied et 4,6 % n'ont pas besoin de transport (travail au domicile).

### Activités hors agriculture

#### Secteurs d'activités
74 établissements sont implantés à Lavalette au 31 décembre 2019. Le tableau ci-dessous en détaille le nombre par secteur d'activité et compare les ratios avec ceux du département,.
| Secteur d'activité                                                                                        | Commune | Commune | Département |
| Secteur d'activité                                                                                        | Nombre  | %       | %           |
| --- | ------- | ------- | ----------- |
| Ensemble                                                                                                  | 74      | 100 %   | (100 %)     |
| Industrie manufacturière, industries extractives et autres                                                | 5       | 6,8 %   | (8,8 %)     |
| Construction                                                                                              | 12      | 16,2 %  | (14 %)      |
| Commerce de gros et de détail, transports, hébergement et restauration                                    | 19      | 25,7 %  | (32,3 %)    |
| Information et communication                                                                              | 1       | 1,4 %   | (1,6 %)     |
| Activités financières et d'assurance                                                                      | 5       | 6,8 %   | (2,7 %)     |
| Activités immobilières                                                                                    | 5       | 6,8 %   | (5,2 %)     |
| Activités spécialisées, scientifiques et techniques et activités de services administratifs et de soutien | 8       | 10,8 %  | (13,3 %)    |
| Administration publique, enseignement, santé humaine et action sociale                                    | 14      | 18,9 %  | (13,2 %)    |
| Autres activités de services                                                                              | 5       | 6,8 %   | (8,8 %)     |

Le secteur du commerce de gros et de détail, des transports, de l'hébergement et de la restauration est prépondérant sur la commune puisqu'il représente 25,7 % du nombre total d'établissements de la commune (19 sur les 74 entreprises implantées  à Lavalette), contre 32,3 % au niveau départemental.

#### Entreprises
Les quatre entreprises ayant leur siège social sur le territoire communal qui génèrent le plus de chiffre d'affaires en 2020 sont : 
- Axelle Distribution, supermarchés (2 540 k€)
- BTT, activités des sociétés holding (104 k€)
- BB ARACA, activités des agents et courtiers d'assurances (33 k€)
- Le Saint Germain, location de logements (6 k€)

### Agriculture
|               | 1988 | 2000 | 2010 | 2020 |
| ------------- | ---- | ---- | ---- | ---- |
| Exploitations | 26   | 17   | 10   | 7    |
| SAU (ha)      | 465  | 558  | 332  | 181  |

La commune est dans la « Région viticole » de l'Aude, une petite région agricole occupant une grande partie centrale du département, également dénommée localement « Corbeilles Minervois et Carcasses-Limouxin ». En 2020, l'orientation technico-économique de l'agriculture  sur la commune est la viticulture. Sept exploitations agricoles ayant leur siège dans la commune sont dénombrées lors du recensement agricole de 2020 (douze en 1988). La superficie agricole utilisée est de 181 ha,.

## Culture locale et patrimoine

### Lieux et monuments
- Croix discoïdales de Lavalette.
- Croix de cimetière de Jean Lassalle de Lavalette.
- Église Sainte-Eulalie de Lavalette.

### Personnalités liées à la commune
- Joseph Vidal (1933-2020), homme politique, député de l'Aude, né à Lavalette.

### Héraldique
| Blason de Lavalette | Blason  | D'or à un chef-bande d'azur.                     |
| Blason de Lavalette | Détails | Le statut officiel du blason reste à déterminer. |